# Michael Byrne
Michael Byrne (Londres, Reino Unido, 7 de noviembre de 1943), es un actor inglés conocido por sus papeles en cine y televisión.

## Vida y carrera
Byrne nació en Londres, Inglaterra. A veces ha interpretado militares nazis como el coronel Vogel en Indiana Jones y la última cruzada, el mayor Schroeder en Fuerza 10 de Navarone, Reinhard Beck en The Scarlet and the Black, el general Olbricht en The Plot to Kill Hitler y Obergruppenführer Odilo Globocnik en la dramatización radiofónica de la BBC de la novela Patria de Robert Harris. También puede ser visto como el anciano pero fanático general de la SS Neurath en Outpost 2 – Black Sun, excomandante de un campo de concentración envuelto en los siniestros experimentos de los nazis. Byrne apareció como un judío sobreviviente de un campo de concentración que juega un papel decisivo en la captura de un criminal de guerra nazi (interpretado por Ian McKellen) en la película Apt Pupil.
También es familiar para el público como Smythe, un soldado que intenta violar a la esposa de William Wallace y que inspira a Wallace a buscar la independencia de Inglaterra en la película Braveheart.
Desde abril de 2008 a enero de 2010, Byrne apareció en Coronation Street como Ted Page, el padre perdido de Gail Platt y el examante de Audrey Roberts.
En 2010 interpretó al mago tenebroso Gellert Grindelwald en la película Harry Potter y las Reliquias de la Muerte: parte 1.
Byrne apareció en State of Play en el Festival de Edimburgo escrito por Zia Trench. Interpretó al Romeo de la Julieta de Siân Phillips en el Bristol Old Vic.